# Uwe Ampler

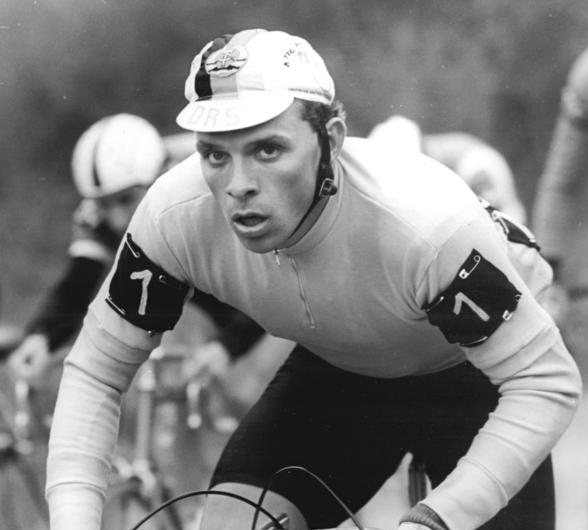
Uwe Ampler a la Volta a Turíngia

Uwe Ampler (Zerbst, Saxònia-Anhalt, 11 d'agost de 1964) va ser un ciclista alemany, que fou professional entre 1990 i 1993, i en un segon període del 1997 al 1999.
Anteriorment, com a ciclista amateur, competí per la República Democràtica Alemanya. Aconseguí nombroses victòries, entre les quals destaca l'or als Jocs Olímpics de Seül en la modalitat de Contrarellotge per equips i el campionat del món en ruta amateur de 1985. Com a professional guanya diferents etapes en curses com la París-Niça, la Volta a Suïssa o la Setmana Catalana.

## Palmarès
- 1981
  -  Campió del món júnior en contrarellotge per equips (amb Frank Jesse, Dan Radtke i Ralf Wodinski)
- 1982
  -  Campió del món júnior en contrarellotge per equips (amb Jan Glossmann, Jens Heppner i Andreas Lux)
- 1983
  - 1r a la Volta a Tunísia i vencedor de 4 etapes
  - Vencedor d'una etapa de la Volta a la RDA
  - Vencedor d'una etapa del Tour de l'Yonne
  - Vencedor d'una etapa de la Volta a l'Oder
- 1984
  - Medalla d'or als Jocs de l'Amistat en contrarellotge per equips (amb Falk Boden, Mario Kummer i Bernd Drogan)
  - Campió de la RDA en ruta
  - Vencedor de 3 etapes del Tour de l'Hainaut Occidental
- 1985
  - Campió de la RDA en contrarellotge per equips
  - 1r a la Volta a la Baixa Saxònia
  - 1r a la Volta a Turíngia i vencedor de 2 etapes
  - Vencedor de 2 etapes de la Volta a la RDA
  - Vencedor d'una etapa de la Cursa de la Pau
- 1986
  -  Campió del món en ruta amateur
  - Campió de la RDA en Madison
  - 1r a la Volta a Turíngia i vencedor de 2 etapes
  - 1r a la Volta a la RDA i vencedor de 3 etapes
  - 1r a la Volta a Saxònia i vencedor d'una etapa
  - Vencedor d'una etapa de la Cursa de la Pau
  - Vencedor d'una etapa del Tour de Valclusa
- 1987
  - Campió de la RDA en ruta
  - 1r a la Cursa de la Pau i vencedor de 3 etapes
  - 1r a la Volta a Turíngia i vencedor d'una etapa
  - 1r a la Rund um die Hainleite
  - 1r a la Volta a la RDA i vencedor de 3 etapes
  - Vencedor de 2 etapes del Tour de l'Hainaut Occidental
  - Vencedor d'una etapa del Tour de Valclusa
- 1988
  -  Medalla d'or als Jocs Olímpics de Seül en Contrarellotge per equips, (Jan Schur, Mario Kummer i Maik Landsmann)
  - 1r a la Cursa de la Pau i vencedor de 2 etapes
  - Vencedor d'una etapa del Gran Premi Guillem Tell
  - Vencedor d'una etapa del Tour du Loir-et-Cher
  - Vencedor de 2 etapes de la Volta a Turíngia
- 1989
  - 1r a la Cursa de la Pau i vencedor de 2 etapes
  - 1r a la Volta a Saxònia i vencedor de 2 etapes
  - 1r a la Volta a la RDA i vencedor de 2 etapes
  - Vencedor d'una etapa del Circuit de La Sarthe
- 1990
  - 1r al Gran Premi de la Libération
  - Vencedor d'una etapa de la Volta a Suïssa
  - Vencedor d'una etapa de la Setmana Catalana
- 1991
  - Vencedor d'una etapa de la París-Niça
- 1992
  - 1r al Gran Premi del cantó d'Argòvia
- 1997
  - 1r a la Rund um Sebnitz
- 1998
  - 1r a la Cursa de la Pau
- 1999
  - Vencedor d'una etapa del Giro del Cap
  - Vencedor d'una etapa de la Volta a Saxònia

### Resultats al Tour de França
- 1990. Abandona (13a etapa)
- 1991. 32è de la classificació general
- 1992. Abandona (12a etapa)

### Resultats a la Volta a Espanya
- 1990. 9è de la classificació general

### Resultats al Giro d'Itàlia
- 1992. 11è de la classificació general
- 1993. Abandona